# Andonville
Andonville är en kommun i departementet Loiret i regionen Centre-Val de Loire strax norr Frankrikes mitt. Kommunen ligger i kantonen Outarville som tillhör arrondissementet Pithiviers. År 2022 hade Andonville 252 invånare.

## Befolkningsutveckling
Antalet invånare i kommunen Andonville
| Referens: INSEE |